# Embelia mildbraedii
Embelia mildbraedii là một loài thực vật có hoa trong họ Anh thảo. Loài này được Gilg & Schellenb. mô tả khoa học đầu tiên năm 1912.